# Bierfalle

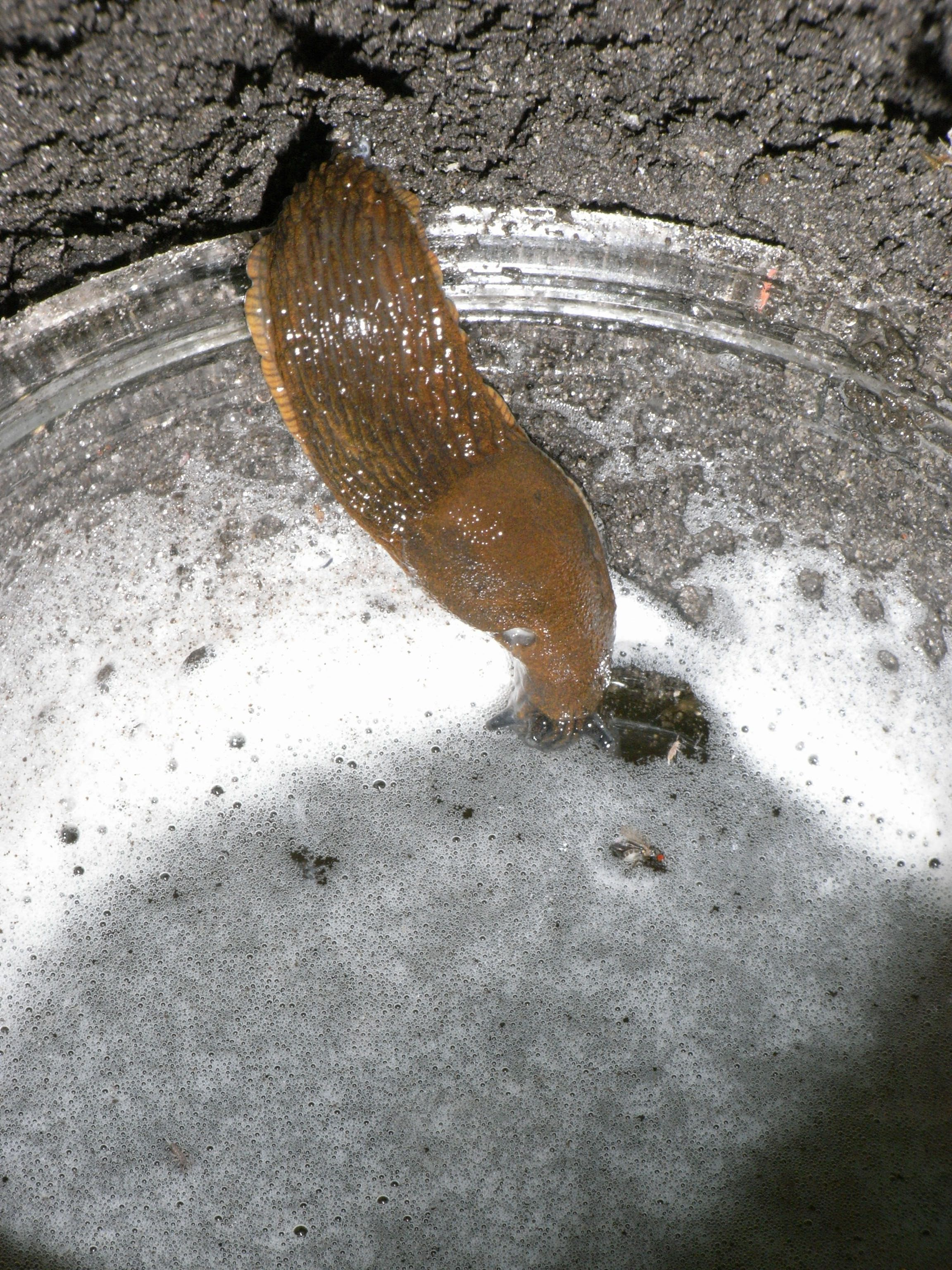
Schnecke in Bierfalle

Als Bierfalle bezeichnet man eine mechanische Methode, Schnecken im Haus- und Gartenbereich zu bekämpfen.

## Aufbau einer Bierfalle
Der Aufbau ist einfach. Es werden Becher eingegraben, die etwa zur Hälfte mit Bier gefüllt sind. Zum Schutz von Insekten und Spinnen sollte der Rand nicht ebenerdig eingegraben werden, sondern ein bis zwei Zentimeter überstehen. Generell wird eine Überdachung der Falle verwendet, um Überlaufen und Verwässerung des Bieres bei Regen zu vermeiden. Der Biergeruch zieht die Schnecken sehr stark an, sie geraten in die Falle und ertrinken.
Bierfallen müssen gewartet werden. Biersorte und Alkoholgehalt haben keine Auswirkung auf die Funktion der Falle.

## Vorteile der Bierfalle
Schnecken lassen sich damit direkt und kostengünstig bekämpfen. Für andere Tiere entsteht zudem keine Gefährdung und es ist ein einfacher Nachweis der Schneckenpopulation.

## Nachteile der Bierfalle
Sie zieht auch Schnecken aus weiter Umgebung an, die auf ihrem Weg zur Falle Fraßschäden anrichten und Eigelege ablegen können. Deshalb wird sie vor allem im Frühling eingesetzt, wenn das Nahrungsangebot für die Schnecken noch gering ist. Rechtzeitig eingesetzt lässt sich das Auftreten einer späteren Schneckenplage im Sommer verhindern, weil bereits gefangene Tiere keine Nachkommen mehr zeugen. Erstmals im Sommer angewendet, können Bierfallen eine größere Ansammlung von Schnecken bewirken. Sie locken die Tiere herbei. Das Bier wirkt auch anziehend auf weitgehend unschädigende Schneckenarten wie z. B. die unter Naturschutz stehende Weinbergschnecke und andere Gehäuseschnecken. Weiterhin ist der Wirkungsgrad dieser Methode begrenzt, da nur ca. ein Drittel der Schneckenpopulation auch tatsächlich in die Bierfalle gelangt und dort verendet. Ein vollkommenes Entfernen von Schnecken ist hiermit nicht möglich.
Igel, die auch aus den Fallen trinken und dann noch die so getöteten Schnecken fressen, werden „betrunken“ oder bekommen eine Alkoholvergiftung.

## Alternativen
- Alternativen zur Schneckenbekämpfung siehe
  - Alternativen zum Schneckenkorn
  - Spanische Wegschnecke – Bekämpfung